# Рамон Меркадер
Рамон Меркадер (на испански: Jaime Ramón Mercader del Río Hernández) е испанец от Каталония, агент на съветските тайни служби, известен с убийството на Лев Троцки.
Роден е в богато семейство и е вербуван за НКВД от майка си Мария Каридад, която е съветски агент. Под ръководството на Н. И. Ейтингтън подготвя убийството на изгонения през 1929 от СССР Троцки.
През септември 1939 г. Рамон Меркадер се установява в Ню Йорк под самоличността на канадски бизнесмен и се сближава със Силвия Ангелоф, която влиза в близкото обкръжение на Троцки. През октомври същата година Меркадер се мести в гр. Мексико, където Троцки живее със семейството си. Успява да убеди и Ангелоф да се премести при него. През март 1940 с нейната помощ се запознава с Троцки и му гостува във вилата.
На 20 август 1940 г. Меркадер отива в къщата на Троцки под предлог да му покаже статия, която пише. Когато Троцки започва да чете, Меркадер му нанася по главата удар с ледокоп. На следващия ден Троцки умира от раната си. След ареста убиецът отказва да дава показания и е осъден на 20 години затвор, които изцяло излежава.
След освобождаването му на 6 май 1960 г. му е разрешено да се премести в Куба, откъдето тайно на кораб е прехвърлен в СССР. Дадено му е съветско гражданство и е награден с големи почести от КГБ. Работи като учен в Института по марксизъм при ЦК на КПСС.
Умира на 18 октомври 1978 в Хавана от саркома. Прахът му е върнат в Москва и погребан в Кунцевското гробище под името Лопес Рамон Иванович.